# They Call It Sin
They Call It Sin è un film del 1932 diretto da Thornton Freeland. Interpretato da Loretta Young, George Brent, Una Merkel e David Manners, il film è tratto dal romanzo They Call It Sin di Alberta Stedman Eagan. Prodotto dalla Warner Bros.-First National, venne distribuito in sala il 5 novembre 1932.

## Trama
Jimmy Decker, uomo d'affari di New York, è fidanzato con Enid, la figlia del suo boss, ma, quando conosce Marion Cullen, una bellissima ragazza del Kansas, si innamora di lei. I genitori di Marion rivelano alla figlia di averla adottata e che la sua vera madre era una showgirl. La ragazza, musicista di talento, si era sempre sentita fuori posto nella piccola città di provincia e così decide di partire per New York dove però scopre che Jimmy è già impegnato con un'altra. Alla ricerca di un lavoro, Marion si presenta insieme alla ballerina Dixie Dare a un'audizione di Ford Humphries, un noto agente teatrale. Impressionato dal suo talento e dalla sua bellezza, l'uomo offre a Marion un lavoro come pianista durante le prove dello spettacolo. Durante una pausa, Marion suona una canzone composta da lei e Humphrey le suggerisce di scrivere della musica per uno dei suoi spettacoli. Le offre anche l'uso del suo appartamento. Anche se Marion respinge il corteggiamento di Humphry, i due continuano a vedersi come amici. Marion comincia a frequentare Tony Travers, un medico amico di Jimmy, provocando la gelosia di quest'ultimo, appena tornato dal viaggio di nozze. Durante un party, Jimmy dichiara a Marion di amarla ancora: Humphries, che li vede baciarsi, manda via Marion. Poi usa le sue canzoni senza citare il nome della ragazza. Jimmy, allora, va da Humphries per difendere gli interessi di Marion ma l'agente teatrale, ubriaco, cade dal balcone. Ferito, resta in coma e Marion si autoaccusa per salvare Jimmy. Tony, convinto della sua innocenza, mette in atto una procedura molto rischiosa per far rivivere Humphries che, prima di morire, scagiona sia Jimmy che Marion. La ragazza, rendendosi conto di amare Tony, accetta la proposta di matrimonio del medico.

## Produzione
Il film fu prodotto dalla First National Pictures, Vitaphone Corporation e, non accreditata, la Warner Bros.

## Distribuzione
Il copyright del film, richiesto dalla First National Pictures, Inc., fu registrato il 19 ottobre 1932 con il numero LP3351.
Distribuito dalla First National Pictures e, non accreditata, la Warner Bros., il film uscì nelle sale cinematografiche USA il 5 novembre 1932. Nel Regno Unito, venne distribuito con il titolo The Way of Life. Ebbe una distribuzione finlandese, uscendo in sala il 1º ottobre 1933.